# 西修 (漫画家)
西 修（にし おさむ、1992年4月22日 - ）は、日本の漫画家。女性。愛知県豊橋市出身。

## 来歴
高校時代までイラストを描いていたものの、漫画を描いた経験はなかった。ただ、高校からの帰り道にアニメイト豊橋に友人と足繁く通うほど、漫画の新刊やアニメグッズに興味を持っていた。卒業後の進路を考えるにあたってやりたいことは見つからず、「漫画を描いてみよう」と思い立った。
トキワ荘プロジェクトに参加。2011年に処女作である『少年K』がジャンプSQ月例賞で佳作を受賞し、『ジャンプSQ.19 Autumn』（集英社）に掲載され漫画家としてデビュー。この頃より漫画家を職業として意識し始めた。
19歳の折に漫画家活動に専念すべく単身で上京する。2013年に第1回SQ.NEXT CUPにエントリーし『ジャンプスクエア』（集英社）2013年10月号に掲載された読み切り『ホテル ヘルヘイム』が優勝を果たし、2014年11月号から2015年9月号まで『ジャンプスクエア』で連載された。西にとって、同作が初の連載作品となる。
デビュー作の『少年K』から『ホテル ヘルヘイム』に至るまで、主としてダーク・ファンタジー系の内容だったことから、次作は一転して明るい漫画にしようと打ち合わせを重ねるなかで、「悪魔学校に天使のような男の子が入学する」というネタに担当が強い興味を示す。気を良くした西は数日間でプロットを仕上げ、その翌日にはネームを描き上げたという。このネームに目を通した当時の週刊少年チャンピオンの編集長が連載を即断し、2017年3月より『週刊少年チャンピオン』（秋田書店）にて『魔入りました!入間くん』の連載が始まった。
2024年9月、『週刊少年ジャンプ』（集英社）にて『魔男のイチ』の連載を開始し、原作を担当している。

## ペンネーム
自身の誕生日に「2」や「4」が多く含まれることに加え、手塚治虫の名前を意識するなかで、兄の名に含まれる「修」の字を幼少時から気に入っていたことから、ペンネームを「西修」とした。

## 作品リスト

### 漫画作品

#### 連載
- ホテル ヘルヘイム（『ジャンプスクエア』2014年11月号[6] - 2015年9月号）
- 魔入りました!入間くん（『週刊少年チャンピオン』2017年14号[7] - ）
- 魔界の主役は我々だ!（作画：津田沼篤、『週刊少年チャンピオン』2020年6号[9] - 2025年14号[10]） - 原作担当。
- 魔入りました！入間くん if Episode of 魔フィア（漫画：hiro者、『別冊少年チャンピオン』2023年10月号[11] - ） - 原案担当。
- 魔入りました！入間くん カルエゴ外伝（『週刊少年チャンピオン』2024年1号[12] - 2024年7号[13]）
- 魔男のイチ（作画：宇佐崎しろ、『週刊少年ジャンプ』2024年41号[8] - ）

#### 読み切り
- 少年K（『ジャンプSQ.19 Autumn』、2011年） - 誘拐犯と誘拐された少年とで織りなされるサスペンス。
- 貸出執事（レンタルバトラー）（『ジャンプSQ.19』Vol.2〈2012年〉）[14] - 親の会社が倒産した元社長令嬢の少女が、執事同伴のお嬢様学校に通い続ける見栄のために執事を雇う。
- GetMarry（『ジャンプSQ.19』Vol.5 2013年1月号〈2012年〉）[15]
- DEAD AN DEAD（『ジャンプSQ.CROWN』2016 AUTUMN）[16]
- やわらかハンターブラザーズ（『別冊少年チャンピオン』2018年8月号[17]）

### 書籍

#### 漫画単行本
- 『ホテル ヘルヘイム』、集英社〈ジャンプ コミックス〉2015年、全3巻
  - （新装版）秋田書店〈少年チャンピオン・コミックス〉2019年、上下巻
- 『魔入りました!入間くん』、秋田書店〈少年チャンピオン・コミックス〉2017年 - 、既刊44巻（2025年8月7日現在）
- 『魔界の主役は我々だ!』、作画：津田沼篤、秋田書店〈少年チャンピオン・コミックス〉2020年 - 2025年、全22巻
- 『魔入りました！入間くん if Episode of 魔フィア』、漫画：hiro者、秋田書店〈少年チャンピオン・コミックス〉2023年 - 、既刊5巻（2025年4月8日現在）
- 『魔入りました！入間くん カルエゴ外伝』、秋田書店〈少年チャンピオン・コミックス〉2024年 - 、既刊1巻（2024年4月8日現在）
- 『魔男のイチ』、作画：宇佐崎しろ、集英社〈ジャンプ コミックス〉2025年 - 、既刊4巻（2025年8月4日時点）

#### ファンブック
- 『魔入りました！入間くん 公式ファンブック 悪魔学校バビルス入学案内』、秋田書店〈少年チャンピオン・コミックス〉、2023年3月8日発売、ISBN 978-4-253-20132-2

### その他
- トキワ荘プロジェクト『マンガで食えない人の壁 -プロがプロたる所以編-』NEWVERY、2014年。ISBN 978-4-9905451-6-1。 - 表紙画[18]
- 『薔薇王の葬列』トリビュートイラスト（『月刊プリンセス』2021年10月号[19]）
- 刃牙シリーズ30周年記念企画お祝いイラスト（『週刊少年チャンピオン』2021年44号[20]）
- 『吸血鬼すぐ死ぬ』公式アンソロジー企画「新横浜で会いましょう」第4弾（『ミステリーボニータ』2021年11月号[21]） - ロナルドのカラーイラスト[21]、『新横浜で会いましょう』第1巻収録[22][23]
- 『僕の心のヤバイやつ』応援イラスト（アニメ公式Twitter公開[24]、2023年4月26日[24]）
- デビきゅー（芹澤優の楽曲、2019年）「os.nishi」名義[25]、作詞